# Martin Skotnický
Martin Skotnický (* 24. August 1947 in Bratislava)  ist ein slowakischer Eiskunstlauftrainer und ehemaliger tschechoslowakischer Eistänzer.

## Karriere
Als Eistänzer nahm Skotnicky an der Seite seiner Schwester Diana Skotnická an Welt- und Europameisterschaften teil. Seine besten Ergebnisse erreichte das Eistanzpaar im Jahr 1973 mit dem achten Platz bei der Weltmeisterschaft und dem sechsten Platz bei der Europameisterschaft. 1970 gewann das Eistanzpaar Gold bei der Winter-Universiade in Rovaniemi.
Als Eiskunstlauftrainer arbeitete er mit zahlreichen deutschen Athleten zusammen, wie:
- Nelli Schiganschina und Alexander Gazsi
- Kati Winkler und René Lohse
- Christina Beier und William Beier
- Petra Born und Rainer Schönborn
- Jennifer Goolsbee und Hendryk Schamberger
- Claudia Leistner

## Ergebnisse

### Eistanz
(mit Diana Skotnická)
| Wettbewerb / Jahr     | 1970 | 1971 | 1972 | 1973 | 1974 |
| --------------------- | ---- | ---- | ---- | ---- | ---- |
| Weltmeisterschaften   | 11.  | 12.  | 11.  | 8.   | 12.  |
| Europameisterschaften |      | 8.   | 7.   | 6.   | 10.  |
| Winter-Universiade    | 1.   |      |      |      |      |